# Sindorf
Sindorf is een plaats in het noordwesten van de Duitse gemeente Kerpen, deelstaat Noordrijn-Westfalen, en telt 18.285 inwoners (2020). Het is het grootste stadsdeel van Kerpen.
Officieel behoort ook een strook oeverland langs de Erft aan de oostkant van de A61 tot Sindorf.

## Ligging en infrastructuur

### Wegverkeer
Ten oost-zuidoosten van Sindorf kruisen de autosnelwegen A4 (van west naar oost: Aken - Görlitz) en de A61 (van noord naar zuid: Venlo - Hockenheim) elkaar. De A61 loopt direct langs de oostrand van Sindorf en Kerpen-stad. De A4 is rond 2014 nabij Buir vanwege de bruinkoolwinning ruim 1,5 km zuidwaarts verlegd.
Afritten van de Autobahnen dicht bij Sindorf zijn de nummers 7b en 8 van de A4, en nummer 20 van de A61.
Door de gemeente lopen verder tal van goede provinciale wegen e.d., o.a. van Sindorf naar "oosterbuur" Horrem aan de overkant van de A61 en naar het direct ten noorden ervan gelegen Quadrath-Ichendorf, gemeente Bergheim (Noordrijn-Westfalen).

### Openbaar vervoer

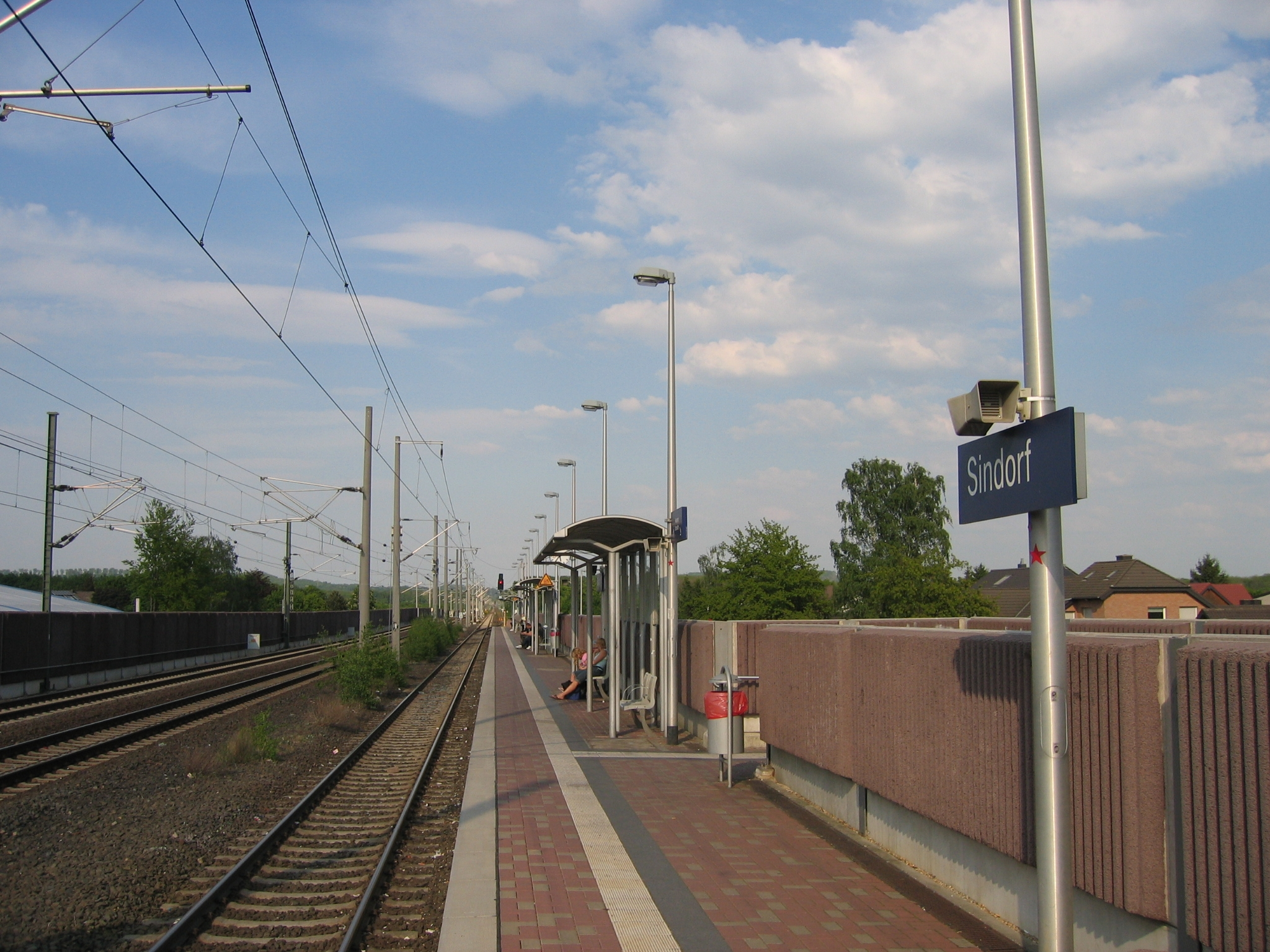
Station Sindorf

Sindorf heeft een treinstation aan de spoorlijn Keulen - Aken, Station Sindorf. Op dit station stoppen alleen de treinen van (sedert 2020: lijn S19 van) de S-Bahn van Keulen.
Vanuit Kerpen-stad rijden regelmatig bussen naar station Sindorf. Verder rijden er enige ieder uur rijdende stadsbusdiensten, en veel scholierenlijnen, die alleen 's morgens vroeg naar, en in de namiddag enkele malen van de scholen terug rijden.

## Economie
Aan de zuidrand van  Sindorf, bij de A4, staat op een zeer groot bedrijventerrein een vestiging van het Amerikaanse concern Visteon. Er worden auto-onderdelen, met name instrumenten en elektronica voor de besturing en bediening van auto's gemaakt. Het bedrijf heeft veel Europese en Aziatische autofabrikanten als klant. Te Sindorf werkten in 2014 meer dan 750 mensen in dit bedrijf. Ook is Boll & Kirch, een wereldwijd  opererend concern, dat automatisch zelfreinigende filters voor de behandeling van brandstof, smeerolie en water maakt, te Sindorf gevestigd. Dit bedrijventerrein huisvest verder veel midden- en kleinbedrijf, waaronder opvallend veel grote kledingwinkels.
Ook de grote Britse IT-onderneming Computacenter en het telecomconcern Vodafone hebben te Kerpen-Sindorf een filiaal, met enige honderden werknemers.

## Monumentale gebouwen; bezienswaardigheden
- De oudste kerk van Sindorf is de aan Ulrich van Augsburg gewijde St. Ulrichskerk. De kerk dateert uit 1805 en bevat fragmenten van oudere kerken, die hier gestaan hebben. De kerk liep zware schade op door artillerievuur tijdens de Tweede Wereldoorlog en werd in 1950 gerestaureerd.
- Een van de inwoners van Sindorf heeft zijn ruim 500 exemplaren omvattende privé-collectie schrijfmachines, waaronder een Remington I uit 1873, ondergebracht in een schrijfmachinemuseum met de naam Qwertzuiopü (naar de bovenste rij letters op het toetsenbord van Duitse schrijfmachines). (zie link, op afspraak te bezoeken)
- Tijdens een wandeling of fietstochtje door het fraaie dal van de Erft kan men, als men geluk heeft, veel zeldzame vogels, insecten of planten zien. Een groot deel van dit dal is natuurreservaat.
- Omdat de oude St. Ulrichskerk te klein was geworden, liet de rooms-katholieke parochie van Sindorf naar ontwerp van de bekende Keulse kerkbouw-architect Fritz Schaller in 1953 de nieuwe, markante Maria-Koningin-kerk bouwen.
- Niet zeer ver ten westen van Sindorf, nabij het bedrijventerrein Europarc aan de A4, ligt de kartbaan Erftlandring, bekend omdat de beroemde autocoureur Michael Schumacher er leerde racen. Zie verder Manheim.

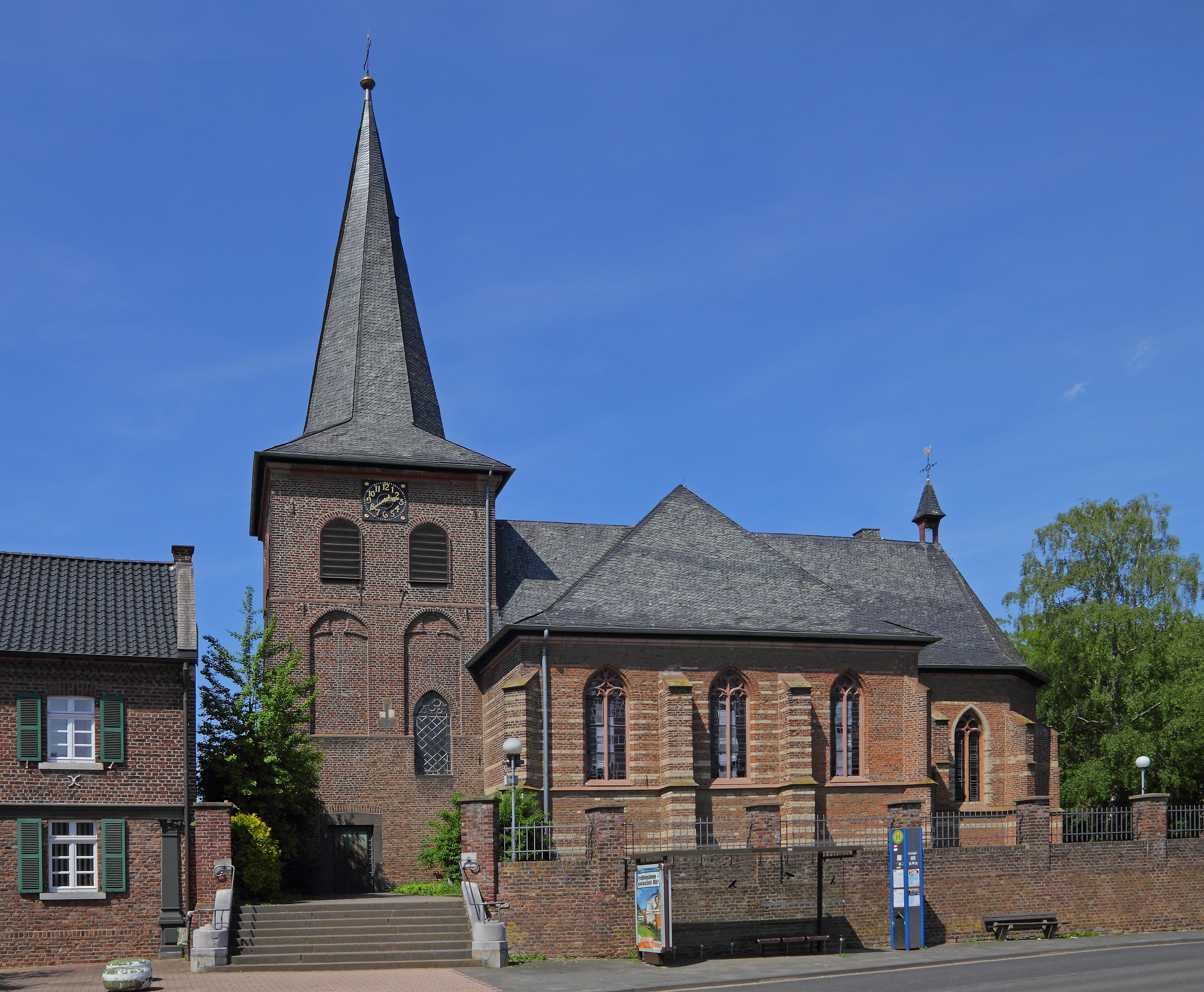
R.K. St.-Ulrichkerk
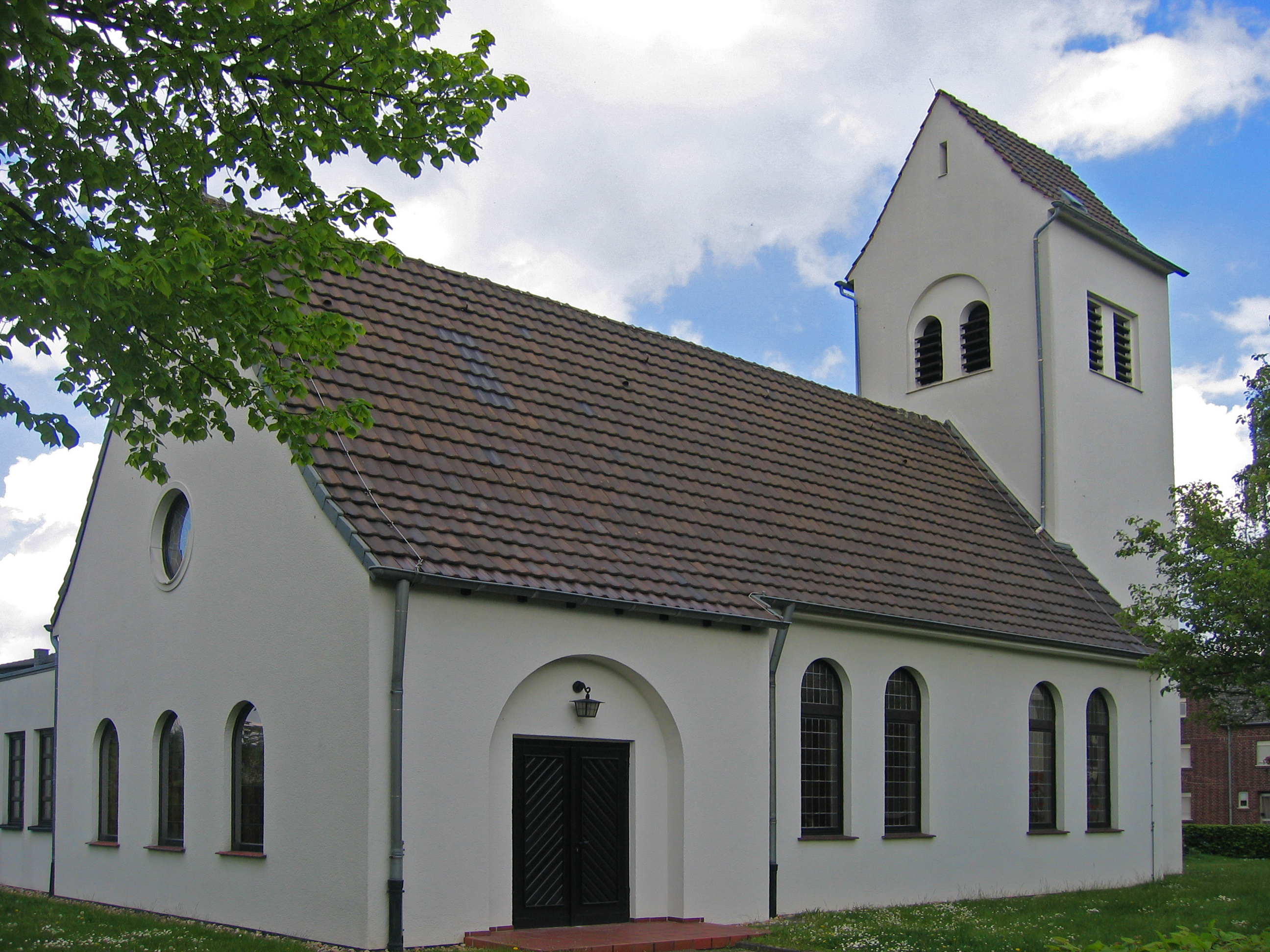
Evang.-lutherse Christuskerk
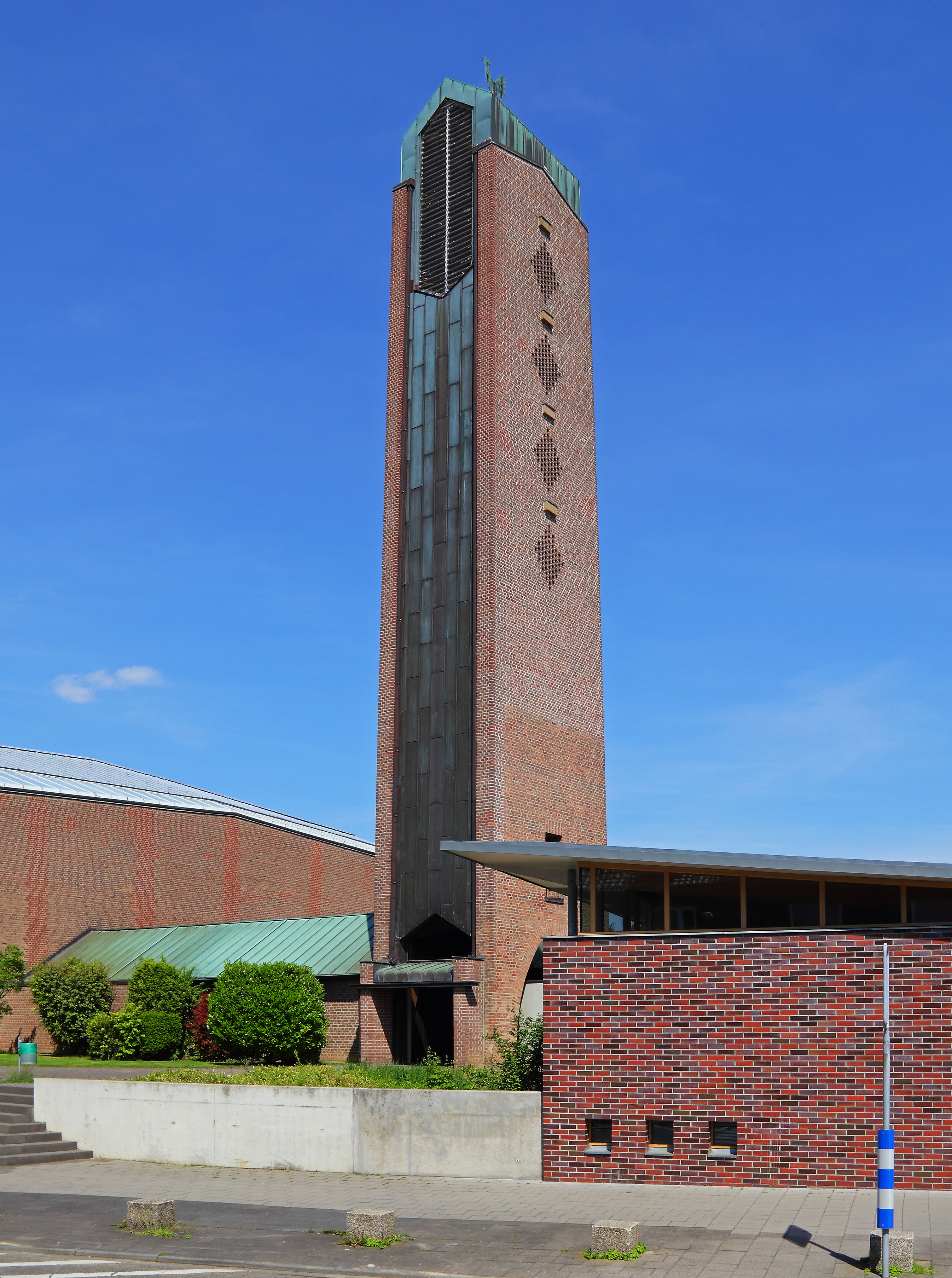
R.K. kerk Maria Koningin
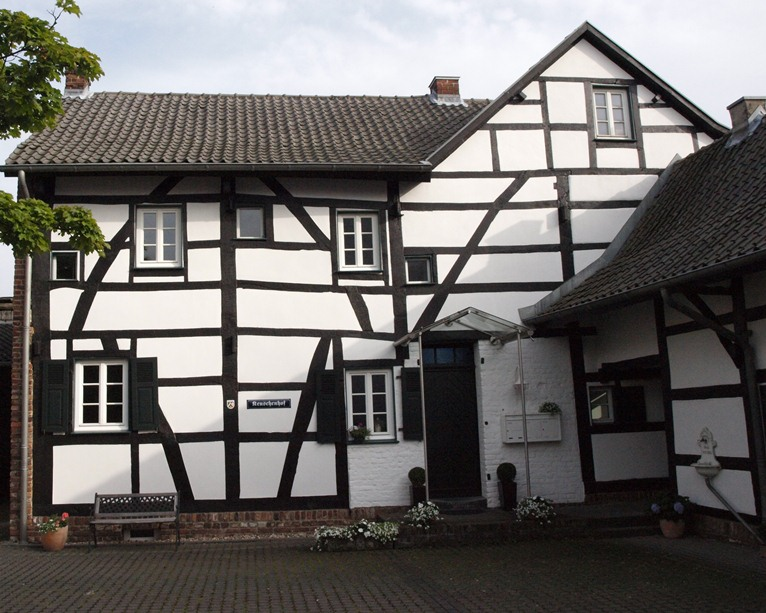
Keuschenhof